# اپل ام۳
اپل ام۳ (انگلیسی: Apple M3) یک سیستم مبتنی بر آرم بر روی یک تراشه (SoC) است که توسط شرکت اپل به عنوان واحد پردازش مرکزی (CPU) و واحد پردازش گرافیک (GPU) برای رایانه‌های رومیزی و نوت‌بوک‌های مک طراحی شده‌است. این تراشه که در اواخر سال ۲۰۲۳ عرضه شد، سومین نسل از معماری آرم است که برای رایانه‌های مک اپل پس از انتقال از پردازنده‌های اینتل به سیلیکون اپل، بعد از اپل ام۲ معرفی شده‌ است.

## عرضه
در تاریخ 30 اکتبر 2023، اپل در رویداد آنلاین ترسناک خود با موضوع هالووین، M3 را به همراه مدل‌های جدید iMac و MacBook Pro معرفی کرد که از M3 استفاده می‌کنند.

## طراحی
سری M3 اولین طراحی 3 نانومتری اپل برای دسکتاپ‌ها و نوت‌بوک‌ها است. این تراشه‌ها توسط TSMC تولید می‌شوند.

### پردازنده(CPU)
- M3: پردازنده ۸ هسته‌ای با ۴ هسته عملکردی و ۴ هسته بهره‌ور
- M3 Pro: پردازنده ۱۱ یا ۱۲ هسته‌ای با ۵ یا ۶ هسته عملکردی و ۶ هسته بهره‌ور
- M3 Max: پردازنده ۱۴ یا ۱۶ هسته‌ای با ۱۰ یا ۱۲ هسته عملکردی و ۴ هسته بهره‌ور

### واحد پردازش گرافیکی(GPU)
پردازنده گرافیک بازطراحی شده شامل ویژگی‌هایی نظیر حافظه نهان پویا (Dynamic Caching)، نوردهی مشی شبکه‌ای (Mesh Shading) و ردیابی پرتاب نور سخت‌افزاری است.
تکنولوژی حافظه نهان پویا به صورت زمان واقعی حافظه محلی را تخصیص می‌دهد. برخلاف روش‌های سنتی، حافظه نهان پویا اطمینان می‌دهد که فقط مقدار دقیق حافظه مورد نیاز برای یک وظیفه استفاده می‌شود، که بهینه‌سازی مصرف حافظه را افزایش می‌دهد و به طور پتانسیل عملکرد و کارایی را بهبود می‌بخشد. این ویژگی به ویژه برای وظایف مرتبط با گرافیک که تخصیص حافظه پویا ممکن است حیاتی باشد، بسیار مفید است.
کدک‌های پشتیبانی شده در M3 شامل 8K H.264، 8K H.265 (8/10 بیت، تا 4:4:4)، 8K Apple ProRes، VP9، JPEG و AV1 برای رمزگشایی است.

### واحد پردازش عصبی(NPU)
ام۳ حاوی سخت‌افزار شبکه عصبی اختصاصی در یک موتور عصبی ۱۶ هسته‌ای است که قادر به انجام بیش از ۱۸ تریلیون عملیات در ثانیه است، که کمتر از NPU ۳۵ TOPS A17 Pro دیده شده در سری iPhone ۱۵ Pro می‌باشد.

#### هوش مصنوعی(AI)
اپل به طور خاص بر روی توسعه و بارهای کاری هوش مصنوعی (AI)، هم با موتور عصبی و هم با حافظه حداکثر افزایش یافته (۱۲۸ گیبی‌بایت) M3 Max تمرکز کرده است، که امکان استفاده از مدل‌های AI با تعداد زیادی پارامتر را فراهم می‌کند. Apple ادعا می‌کند که M3 در بارهای کاری AI ۱۵% بهبود عملکرد نسبت به نسل قبلی M2 دارد.

### حافظه(Memory)
معماری حافظه یکپارچه (UMA) M3 مشابه نسل M2 است؛ SoC‌های M3 از SDRAM LPDDR5 با سرعت 6,400 MT/s استفاده می‌کنند. همانطور که در SoC‌های M سری‌های قبلی، این به عنوان هم RAM و هم VRAM عمل می‌کند. M3 دارای 8 کنترلر حافظه است، M3 Pro دارای 12 کنترلر و M3 Max دارای 32 کنترلر است. هر کنترلر با عرض 16 بیتی است و قادر به دسترسی به حداکثر 4 گیبی‌بایت حافظه است.
M3 Pro و M3 Max ۱۴ هسته‌ای دارای پهنای باند حافظه کمتری نسبت به M1/M2 Pro و M1/M2 Max به ترتیب دارند. M3 Pro دارای یک باس حافظه 192 بیتی است در حالی که M1 و M2 Pro باس 256 بیتی داشتند، که نتیجه می‌دهد که پهنای باند فقط 150 گیگابایت بر ثانیه در مقایسه با 200 گیگابایت بر ثانیه برای نسل‌های قبلی است. M3 Max ۱۴ هسته‌ای فقط 24 از 32 کنترلر را فعال می‌کند، بنابراین پهنای باند آن 300 گیگابایت بر ثانیه در مقابل 400 گیگابایت بر ثانیه برای همه مدل‌های M1 و M2 Max است، در حالی که M3 Max ۱۶ هسته‌ای دارای همان 400 گیگابایت بر ثانیه است که مدل‌های قبلی M1 و M2 Max نیز داشتند.

### امکانات دیگر
سایر اجزای شامل پردازنده سیگنال تصویر (ISP)، کنترلر ذخیره‌سازی PCI Express، یک Enclave امن، و یک کنترلر USB4 که شامل پشتیبانی از Thunderbolt 4 است، هستند.

## محصولاتی که از سری M3 اپل استفاده می‌کنند

### M3
- MacBook Pro (14-inch, Nov 2023)
- MacBook Air (13-inch, M3, 2024)
- MacBook Air (15-inch, M3, 2024)
- iMac (24-inch, 2023)

### M3 Pro
- MacBook Pro (14-inch and 16-inch, Nov 2023)

### M3 Max
- MacBook Pro (14-inch and 16-inch, Nov 2023)

## انواع مختلف
The table below shows the various SoCs.
| Variant | CPU     | CPU     | GPU   | GPU | GPU  | NPU   | NPU         | LPDDR5-6400 memory | LPDDR5-6400 memory | Transistor count | TDP (W) |
| Variant | P-cores | E-cores | Cores | EU  | ALU  | Cores | Performance | Controllers        | Bandwidth          | Transistor count | TDP (W) |
| ------- | ------- | ------- | ----- | --- | ---- | ----- | ----------- | ------------------ | ------------------ | ---------------- | ------- |
| A17 Pro | 2       | 4       | 6     | 96  | 768  | 16    | 35 TOPS     | 4                  | 51.2 GB/s          | 19 billion       | 8       |
| M3      | 4       | 4       | 8     | 128 | 1024 | 16    | 18 TOPS     | 8                  | 102.4 GB/s         | 25 billion       | 20      |
| M3      | 4       | 4       | 10    | 160 | 1280 | 16    | 18 TOPS     | 8                  | 102.4 GB/s         | 25 billion       | 20      |
| M3 Pro  | 5       | 6       | 14    | 224 | 1792 | 16    | 18 TOPS     | 12                 | 153.6 GB/s         | 37 billion       | 27      |
| M3 Pro  | 6       | 6       | 18    | 288 | 2304 | 16    | 18 TOPS     | 12                 | 153.6 GB/s         | 37 billion       | 27      |
| M3 Max  | 10      | 4       | 30    | 480 | 3840 | 16    | 18 TOPS     | 24                 | 307.2 GB/s         | 92 billion       | 78      |
| M3 Max  | 12      | 4       | 40    | 640 | 5120 | 16    | 18 TOPS     | 32                 | 409.6 GB/s         | 92 billion       | 78      |

## همچنان ببینید
- Apple silicon
- GoFetch – security vulnerability within the Apple M2 first disclosed in 2024

## ارجاع ها
1. ↑  "Apple M3 CPUs hit 4.05 GHz, challenge Raptor lake in Geekbench", Tom’s Hardware
2. ↑  "llvm-project/llvm/include/llvm/TargetParser/AArch64TargetParser.h at main · llvm/llvm-project". GitHub. 30 November 2023. Retrieved 30 November 2023.
3. ↑  Roth, Emma (2023-10-31). "Apple "Scary Fast" Mac launch event: the 4 biggest announcements". The Verge (به انگلیسی). Retrieved 2024-06-25.
4. ↑  News، Bloomberg (۲۰۲۳-۱۰-۳۰). «Apple Unveils New Laptops, iMac and Trio of More Powerful Chips - BNN Bloomberg». BNN. دریافت‌شده در ۲۰۲۴-۰۶-۲۵.
5. ↑  Andrew Cunningham (October 31, 2023). "Apple introduces new M3 chip lineup, starting with the M3, M3 Pro, and M3 Max". Ars Technica.

الگو:Apple Inc. الگو:Apple silicon الگو:Apple hardware الگو:Application ARM-based chips
1. ↑  Performance Cores
2. ↑  Efficiency cores
3. ↑  Each GPU core has 16 execution units (EUs) and 128 arithmetic logic units (ALUs)
4. ↑  Each LPDDR5-6400 memory controller contains a 16-bit memory channel and can access up to 4GiB of memory.[۶]